# Kelly (serie televisiva)
Kelly  è una serie televisiva australiana in 26 episodi trasmessi per la prima volta nel corso di una sola stagione dal 1991 al 1992.
È una serie d'avventura incentrata sulle vicende di un poliziotto e del suo cane pastore tedesco.

## Trama
Fern Cove, sud-est dell'Australia. Il sergente della polizia Mike Patterson si porta a casa Kelly, un cane da pastore tedesco del corpo di polizia ferito durante il servizio. Il cane continuerà ad rendersi utile aiutando i componenti della famiglia Patterson a risolvere casi ed intervenendo nei momenti di pericolo. Il cane stringe una forte relazione con Jo, ragazzina nipote di Mike, e con un amico di quest'ultima, Danny Foster.

## Personaggi e interpreti
- Jo Patterson, interpretato da Charmaine Gorman.
- Danny Foster, interpretato da Alexander Kemp.
- Frank Patterson, interpretato da Gil Tucker.
- Maggie Patterson, interpretata da Ailsa Piper.
- Dottoressa Robyn Foster, interpretato da Katy Brinson.
- Mike Patterson, interpretato da Anthony Hawkins.
- Chris Patterson, interpretato da Matthew Ketteringham.
- Brian Horton, interpretato da Joseph Spano.
- Glennis, interpretata da Louise Siversen.
- Cathy Taylor, interpretata da Alison Whyte.

## Produzione
La serie fu prodotta da Film Victoria, Jonathan M. Shiff Productions e Network Ten e girata nello stato di Victoria in Australia. Le musiche furono composte da Garry McDonald e Laurie Stone.

### Registi
Tra i registi della serie sono accreditati:
- Mark Defriest
- Chris Langman
- Brendan Maher
- Paul Moloney
- Mike Smith

## Distribuzione
La serie fu trasmessa in Australia dal 19 settembre 1991 al 1992 sulla rete televisiva Network Ten. In Italia è stata trasmessa dal 1996 su reti locali con il titolo Kelly.

## Episodi
| Stagione       | Episodi | Prima TV Australia |
| -------------- | ------- | ------------------ |
| Prima stagione | 26      | 1991-1992          |